# Ciclo litico di un virus
Il ciclo litico del virus è un ciclo veloce. Il virus entra nella cellula, inserisce il proprio genoma e fa in modo che all'interno della cellula si produca un gran numero di virus; avvenuto ciò, il virus, mediante lisi, esce dall'interno della cellula e va ad intaccare le cellule che si trovano vicino alla cellula bersaglio fino ad ottenere l'amplificazione del virus e portare alla morte il tessuto.